# Новогрудек-Поморский (гмина)
Новогрудек-Поморский (пол. Nowogródek Pomorski) — сельская гмина (волость) в Польше, входит как административная единица в Мыслибуржский повет, Западно-Поморское воеводство. Население — 3282 человека (на 2005 год).